# Friederike Buchinger
Friederike Buchinger (* 1973) ist eine deutsche Übersetzerin.

## Leben
Friederike Buchinger studierte Germanistik und Skandinavistik an den Universitäten in Heidelberg und Hamburg. Sie lebt heute als freie Übersetzerin in der Pfalz. Buchinger übersetzt Belletristik für Erwachsene und Jugendliche sowie Sachbücher aus dem Dänischen, Norwegischen und Schwedischen ins Deutsche.
Sie ist Mitglied im Verband deutschsprachiger Übersetzer literarischer und wissenschaftlicher Werke, VdÜ, und lebt in Grünstadt.

## Auszeichnungen
- 2017: Luchs des Monats (Dezember) für Siri und die Eismeerpiraten
- 2018: Luchs des Monats (Juli) für Ich und Jagger gegen den Rest der Welt
- 2019: James Krüss Preis für internationale Kinder- und Jugendliteratur, zusammen mit der Autorin Frida Nilsson
- 2019: Luchs des Monats (September) und Gesamt-Luchs des Jahres 2019 für Sasja und das Reich jenseits des Meeres, zusammen mit der Autorin Frida Nilsson
- 2022: Deutscher Jugendliteraturpreis, zusammen mit Emma Adbåge (Text/Illustration), für die Übersetzung von Unsere Grube (Sparte Bilderbuch)
- 2024: Luchs des Monats (Oktober), zusammen mit Sara Lundberg (Text/Illustration), für die Übersetzung des Bilderbuches Der Vogel in mir fliegt, wohin er will
- 2025: Luchs des Monats (Februar), zusammen mit Emma Adbåge (Text/Illustration), für die Übersetzung des Bilderbuches Die schönste Wunde

## Übersetzungen
- Annika Bryn: Rabennächte, München 2007.
- Annika Bryn: Die sechste Nacht, München 2005.
- Annika Bryn: Tatmotiv: unbekannt, München 2006.
- Sara B. Elfgren und Mats Strandberg: Engelsfors-Trilogie, Hamburg.

1. Zirkel, 2012.
2. Feuer, 2013.
3. Schlüssel, 2014.

- Moa Eriksson Sandberg: Und plötzlich war der Wald so still, Weinheim [u. a.] 2014.
- Vigdis Hjorth: Gewissermaßen intim, Vechta 2003.
- Hanne-Vibeke Holst: Die Kronprinzessin, München 2003.
- Catharina Ingelman-Sundberg: Wikingerblut, München 2004.
- Catharina Ingelman-Sundberg: Wikingersilber, München 2005.
- Ewa Christina Johansson: Puppenfluch, München 2012.
- Lene Kaaberbøl: Vildheks (Wildhexe). Carl Hanser, München.

1. Die Feuerprobe. 2014.
2. Die Botschaft des Falken. 2014.
3. Chimaras Rache. 2014.
4. Blutsschwester. 2015.
5. Das Versprechen. 2015.
6. Das Labyrinth der Vergangenheit. 2017.

- Jan Henrik Nielsen: Der Junge, der sich Vogel nannte, Köln 2013.
- Frida Nilsson: Hedvig! Das erste Schuljahr, Hildesheim 2012.
- Frida Nilsson: Hedvig! Die Prinzessin von Hardemo, Hildesheim 2014.
- Frida Nilsson: Hedvig! Im Pferdefieber, Hildesheim 2013.
- Frida Nilsson: Ich, Dante und die Millionen, Hildesheim 2009.
- Frida Nilsson: Ich, Gorilla und der Affenstern, Hildesheim 2010.
- Frida Nilsson: Die maskierte Makrone auf der Jagd nach dem Feuerteufel, Hildesheim 2012.
- Frida Nilsson: Siri und die Eismeerpiraten. Gerstenberg, Hildesheim 2017, ISBN 978-3-8369-5920-9.
- Frida Nilsson: Ich und Jagger gegen den Rest der Welt. Gerstenberg, Hildesheim 2018, ISBN 978-3-8369-5904-9.
- Lena Ollmark: Geisterschiff Vallona, München 2010.
- Lena Ollmark: Das Grab im Moor, München 2011.
- Lena Ollmark: Die verborgene Grotte, München 2011.
- Bjarne Vetrhus: Konzentrationsschwierigkeiten in der Schule, Walsrode 2004.